# Tournefortia astrotricha
Tournefortia astrotricha är en strävbladig växtart som beskrevs av Dc. Tournefortia astrotricha ingår i släktet Tournefortia och familjen strävbladiga växter. Utöver nominatformen finns också underarten T. a. subglabra.